# GroES
GroES és una proteïna xaperona molecular Hsp10 d'E. coli de 10 kDa que serveix de tapa en els dos extrems del complex cilíndric GroEL. GroES i GroEL plegats formen el complex molecular anomenat GroEL/GroES.
El GroES existeix com un oligòmer en forma d’anell d’entre sis i vuit subunitats idèntiques, mentre que la xaperonina de 60 kDa (cpn60 - o groEL en bacteris) forma una estructura que comprèn 2 anells apilats, cada anell conté 7 subunitats idèntiques. Aquestes estructures anulars es munten per autoestimulació en presència de Mg2 + -ATP. La cavitat central del tetradecàmer cilíndric cpn60 proporciona un entorn aïllat per al plegament de proteïnes mentre cpn-10 s'uneix a cpn-60 i sincronitza l’alliberament de la proteïna plegada de manera dependent de Mg2 + -ATP. La unió de cpn10 a cpn60 inhibeix la feble activitat ATPasa de cpn60.

## Homologia funcional

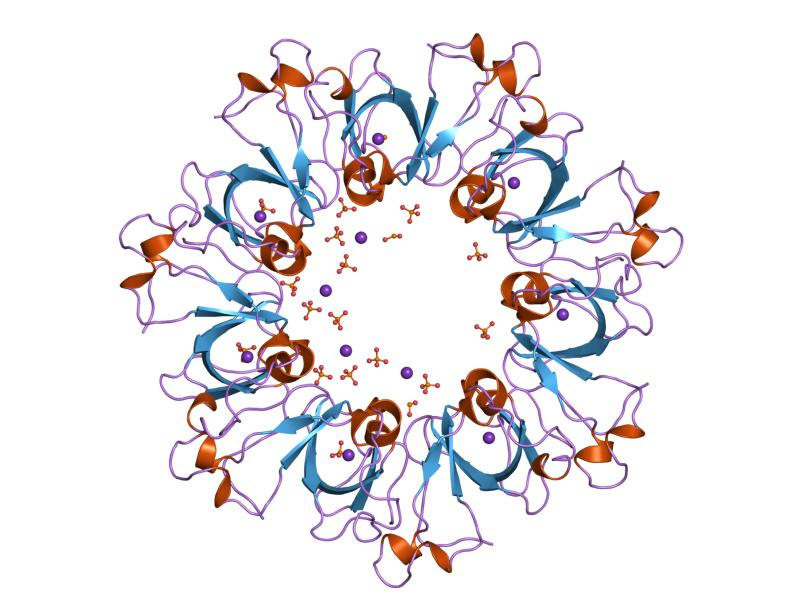
Figura 1. Geometria en anell de la co-xaperonina gp31 del bacteriòfag T4

En humans, la proteïna Hsp10 també coneguda per cpn10 o EPF fa una funció similar a GroES. És codificada pel gen HSPE1. Aquesta homologia també ha estat detectada en altres mamífers, bacteris i virus (fags) (figura1).